# Wilmington Island, Georgia
Wilmington Island är en ort (CDP) i Chatham County, i delstaten Georgia, USA. Enligt United States Census Bureau har orten en folkmängd på 15 138 invånare (2010) och en landarea på 21,2 km².